# Экспедиция Семёна Дежнёва
Экспедиция Семёна Дежнёва и Федота Попова (1648—1660) изначально имела цели, значимые для промышленников — поиск моржовой и рыбной кости, но принесла важные научные результаты, самым главным из которых стало открытие пролива между Азией и Америкой. Об этом открытии большинству учёных стало известно только почти через 90 лет благодаря Великой Северной экспедиции, когда отчёт о плавании был обнаружен в архивах Якутска благодаря исследованиям Герхарда Миллера.

## Предыстория
Северо-восток Евразии на тот момент был совершенно не известен, и отсутствие сведений о тех местах порождало разнообразные слухи. Так, Анадырь представлялась богатой на соболей страной. Для открытия пути туда в 1646 была снаряжена экспедиция Игнатьева, который дошёл до Чаунской губы, где торговал с чукчами, но без высадки на берег. Переводчика у них тоже не было, но по товарам, предложенным чукчами, Игнатьев сделал вывод о богатстве земель, лежащих ещё восточнее. Когда Игнатьев вернулся с этими сведениями, началось лихорадочное снаряжение новой экспедиции, которая должна была пойти дальше, чем на 2 дня плаванья от Колымы, и найти-таки реку Погочу. Организовал поиски приказчик московского купца Алексея Усова Федот Попов. В состав экспедиции вошло 63 промышленника и казак Семён Дежнёв, назначенный ответственным за сбор ясака. Дежнёв взят по личной просьбе Попова. После того, как он обещал доставить 280 соболей, экспедиция была одобрена.
Экспедиция вышла из Нижнеколымска летом 1647 года. В пути они быстро встретились со льдами и вернулись обратно, после чего сразу начали готовиться к новому плаванью в следующем году. Но когда они вернулись, выяснилось, что у Попова появился конкурент — Анкудинов (Анкидинов), обещавший те же 280 соболей. Попову ничего не оставалось, как пообещать 290 соболей. Анкудинов обещал поступить на государеву службу и основать там, где сможет, пороховые и рудные заводы, Дежнёв обвинил его в том, что в отряд Анкудинова набирают всяких «воровских людей». Закончилось всё тем, что оба отряда объединили, а главой отряда назначили Дежнёва.

## Экспедиция 1648/1649. ОткрытиепроливамеждуАмерикойиАзией

### Общее плавание

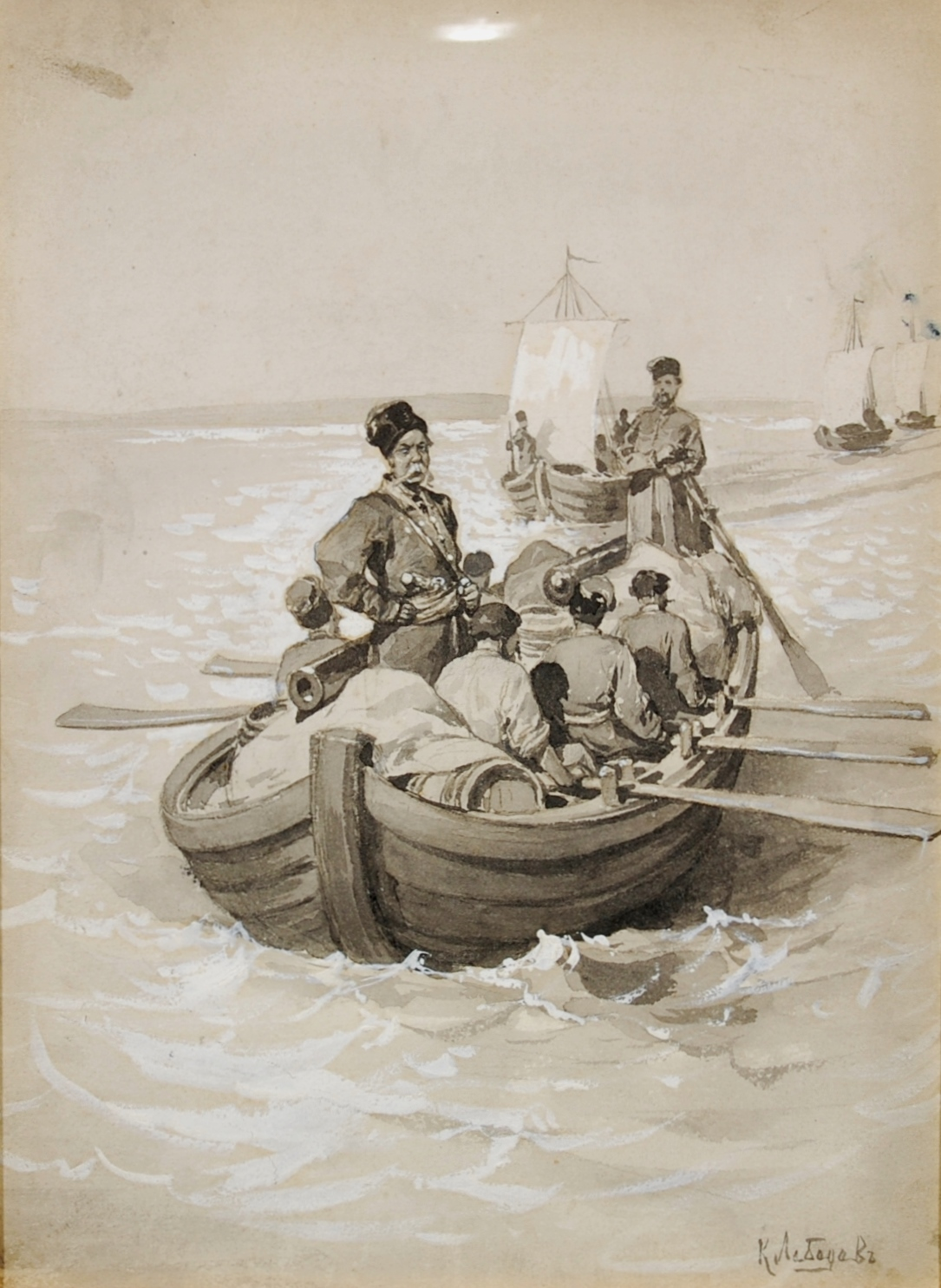
К. В. Лебедев. Экспедиция Семёна Дежнёва

Плавание началось 20 июня 1648 года. В экспедиции было 7 кочей: 6 принадлежали Попову, седьмой — Анкудинову, общая численность — 90 человек. Все руководители были на разных судах. Два коча вскоре разбились о льды во время бури, люди с них были вырезаны коряками или умерли от голода. Два других коча унесло во время бури в неизвестном направлении, но есть версия, что их унесло на Аляску, где были обнаружены следы построек русского типа XVII века постройки, а также известны легенды местных жителей о бородатых голубоглазых людях.
Остальные к концу сентября добрались до самого востока континента, где 20 (30) сентября 7157 (1648) года в стычке с чукчами был ранен Попов. При этом он не прекратил командовать своим кочем, продолжив плаванье. При дальнейшем плавании в конце сентября Дежнёв морем обогнул Большой Каменный Нос — самую восточную точку Евразии: 

[…] Не доходил он, Михайло, до Болшево Каменново Носу. А тот [Нос] вышел в море гораздо далеко, а жывут на нем люди чюхчи добре много. Против того ж Носу, на островах жывут люди, называют их зубатыми, потому что пронимают оне сквоз губу по два зуба немалых костяных. А не тот, что есть первой Святой Нос от Колымы, а тот Болшей Нос мы, Семейка с товарищы ведаем, знаем, потому что розбило у того Носу судно служывого человека Ярасима Онкудинова с товарищы. И мы, Семейка с товарищы, тех розбойных людей имали на свои суды и тех зубатых людей на острову видели ж. А от того Носу та Анандырь река и корга далеко.
— Отписка приказчиков Анадырского острожка Семёна Дежнёва и Никиты Семёнова якутскому воеводе И. П. Акинфову о морском походе на р. Анадырь и моржовом промысле

### Семён Дежнёв
В буре, случившейся после праздника Покрова Богородицы 1 (11) октября 7157 (1648) года, был потерян ещё один коч — Анкудинова. Люди при этом не погибли, а перебрались на судно Попова. Во время той же бури суда Попова и Дежнёва разнесло в разных направлениях. Впоследствии 25 человек на коче Дежнёва вынесло к югу за Анадырь, откуда они направились уже пешком по берегу моря к реке. Путешествие до устья Анадыря заняло у них ровно 10 недель. В том месте они остановились и послали отряд из двенадцати человек вверх по реке. За 20 дней похода отряд никаких людей, жилищ и дорог не нашёл и повернул обратно. Силы многих участников вылазки были на исходе, поэтому, не дойдя до лагеря около трёх дневных переходов, вперёд к основному стану была выслана группа: Фомка Семёнов Пермяк, Сидорко Емельянов и Ивашко Зырянин за подкреплением, тёплыми вещами и едой. По прибытии их на стан Дежнёв отправил отставшим в помощь отряд из нескольких человек, но тот не нашёл никаких следов лагеря. По версии Дежнёва, его людей могли увести местные жители. Оставшиеся 12 человек за зиму построили 3 новых судна, на которых после успешно поднялись вверх по Анадыри, где была стычка с анаульским племенем, Дежнёва во время стычки ранили, но ясак с местных жителей отряд всё же получил. Здесь же, на Анадыре, было основано ясачное зимовье. 23 апреля (3 мая) 7158 (1650) года к отряду Дежнёва из 12 человек, находящемуся на зимовье, пришла с верховьев Большого Анюя через хребет на Анадырь группа служивого человека Семёна Моторы, и они «стали государеву службу служить с того числа вместе».

### Федот Попов
Федота Попова вынесло на восточный берег Камчатки, где он добрался до одноимённой реки, где перезимовал. Весной в этом же коче отправился на юг, после чего, обогнув Лопатку, вошёл в Охотское море, по которому плыл до реки Тигиль, где остановился на вторую зимовку. При попытке объясачить коряков в стычке погиб он сам и все его люди. По версии Дежнёва, в 7162 (1653/54) году им от коряков была освобождена супруга Попова, которая сообщила, что её муж Федот Попов и Герасим Анкудинов умерли от цинги, а их спутники частью были убиты коряками, частью разбежались кто куда.

## Дальнейшие события
- 1652 год – открытие моржового лежбища.
- 1654 год – якутский казак Юрий Селивёрстов проходит с Колымы на Анадырь сухим путём. По возвращении он обо всём сообщает своему начальству.
- 1660 год – по просьбе Дежнёва его сменяют, Дежнёв со всем грузом возвращается на Колыму, а затем и на Лену, перезимовал в Жиганске, после чего в 1661 году прибыл в Якутск, а в 1664 году — в Москву, где получил расчёт за 20 лет от самого царя Алексея Михайловича.

## «Отписки»

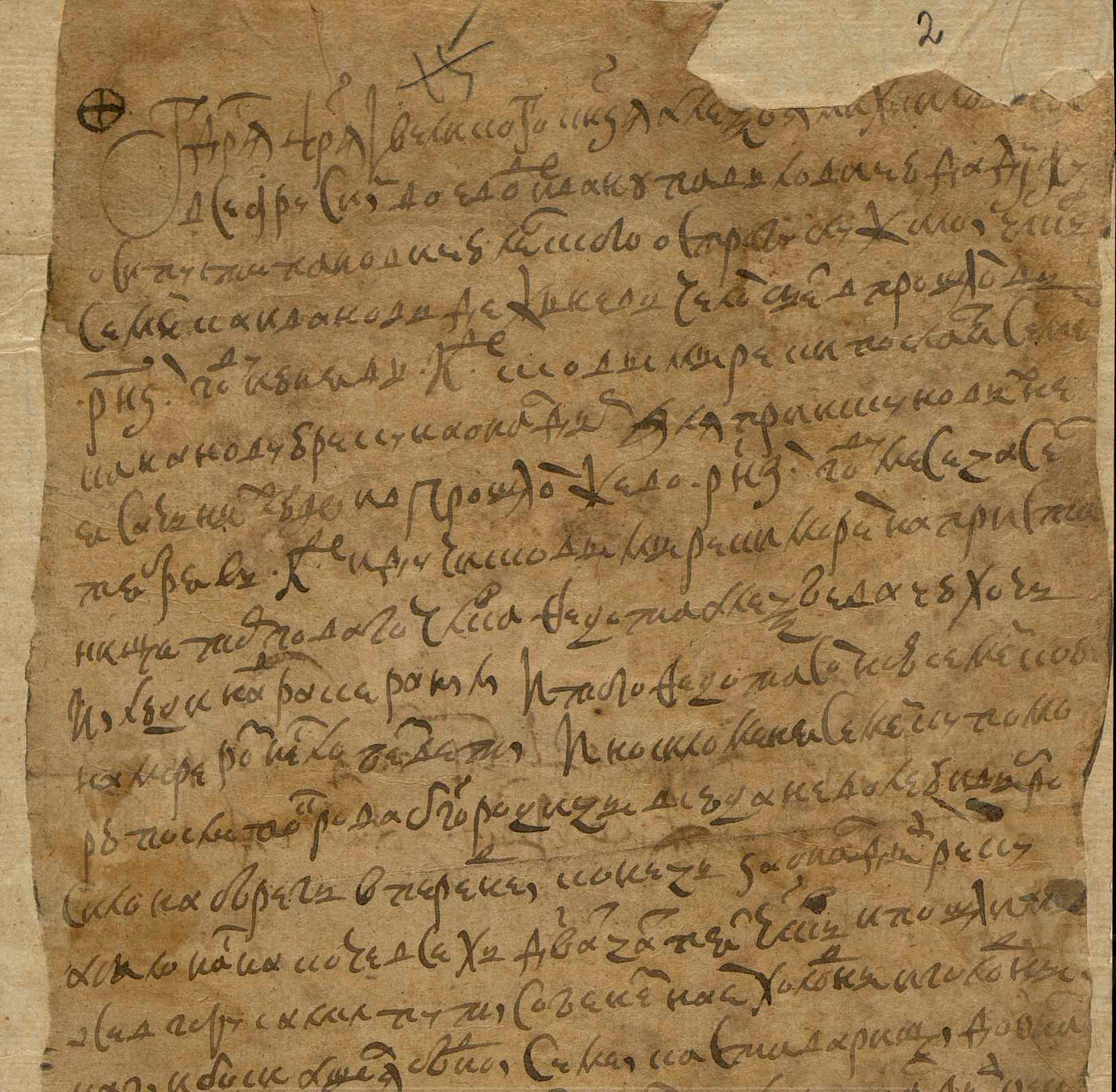
Начальный лист «отписки» служилого человека Семёна Ивановича Дежнёва (верхняя часть)

О походах по морю с реки Колымы на реку Анадырь и по реке Анадырь, о судьбе своих спутников и сборе ясака с местных жителей в 7156 (1648)—7162 (1654) годах руководитель экспедиции Семён Дежнёв составил «отписку» (донесение), которая была подана 11 (21) апреля 7164 (1656) года охочим служилым человеком Данилко Филиповым якутскому воеводе Ивану Павловичу Акинфову и дьяку Осипу Степановичу. Её текст, поскольку сам Дежнёв письменностью не владел, был записан с его слов. В настоящее время эта отписка хранится в Российском государственном архиве древних актов, в фонде 1177 (Якутская приказная изба), по описи № 3 единица хранения № 1146 и занимает листы 2—4.
| Текст отписки служилого человека Семёна Ивановича Дежнёва (Семейки Иванова Дежънева) якутскому воеводе Ивану Павловичу Акинфову и дьяку Осипу Степановичу |
| --- |
| (л. 2) Государя царя и великого князя Алексея Михайловича всеа Русии воеводе Ивану Павловичю да диаку Осипу Степановичю Ленского острогу служилой человек Семейка Иванов Дежънев челом бьет. В прошлом в 156-м году июня в 20 де. с Ковымы реки послан я, Семейка, на новую реку на Онандырь для прииску новых неясачных людей. В прошлом же во 157-м году месеца сентября в 20 де., идучи с Ковымы реки морем, на пристанище торговаго человека Федота Алексеева чюхочьии люди на драке ранили. И того Федота со мною, Семейкою, на море рознесло безвети. И носило меня, Семейку, по морю после Покрова Богородицы всюда неволею и выбросило на берег в передней конец за Онандырь реку, а было нас на коче всех дватцать пять человек, и пошли мы все в гору, сами пути собе не знаем, холодны и голодны, наги и боси. А шел я, бедной Семейка, с товарищи до Онандыры реки равно десять недель, и пали на Онандырь реку вниз близско море, и рыбы добыть не могли, лесу нет. И з голоду мы, бедные, врознь розбрелись. А вверх по Анандыре пошло двенацать человек, а ходили дватцать ден, людей и аргишниц, дорог иноземских не видали. И воротились на назад, и, недошед за три днища до стану, обначевались, почели в снегу ямы копать. А с ним был промышленой человек Фомка Семёнов Пермяк, учал им говорить, что де тут нам начевать нечево, пойдемте де к стану к товарищам. И с ним, Фомкою, толко пошел промышленой человек Сидорко Емельянов да Ивашко Зырянин, а досталные люди тут остались, потому что з голоду итти не могут, а прикали ему, Фомки, чтоб де я, Семейка, послал им постеленко спалные и парки худые, чем бы де нам напитатися и к стану добрести. И Фомка и Сидорко до стану дошли и мне, Семейке, сказали. И я, Семейка, последнее всое постеленка и одеялишка и с ним, Фомкою, к ним на Камень послал. И тех досталных людей на том месте не нашли, неведомо, и их иноземцы розвезли. А что статков записиных приказщиков Безсона Остафьева да Офонасья Ондреева осталось, и у тех статков оставлен был, и приказано ему, покрученик их Елфимко Меркурьев. А в те поры у нас не было подъячих, записывать некому, а осталось нас от дватцати пяти человек всего нас двенатцать человек. И пошли мы, двенатцать человеки, в судах вверх по Онандыре реке, и шли до онаульских, [и ранили меня смерною раною,] (л. 3) людей, и взяли два человека за боем, и ясак с них взяли. И то ясачным книгам поимянно с кого что взято, и что взято государева ясаку, и болше того я, Семейка, у тех анаульских людей что взять государева ясаку хочю. И те анаульские люди говорили, что де у нас соболя нет, живем де не у лесу, а приходят де к нам оленные люди. И те аленные люди придут, и мы де у них соболи купим, и ясак государю принесем. И пришел Михаило Стадухин, ясачному зимовью не приворочивал, и тех анаульских людей погромил. И после того анаульские люди Лок да Колупай на прошлые на 159 год и на 160 год дать нечево, потому что де отца ево, Колупаева, Обытая и Негова с родниками в нынешнем потому что де отца ево, Колупаева в 160-м году тесть ево, Колупаев, Мекара осенью побил всех до смерти, и ясаку де промышлять некому. И в нынешнем же де во 160-м году апреля в 15 де. Колупай и Лок пошли на Камень к оленным ходынским мужикам для соболинаго торгу на государев ясак. И того Колупая и Лока те ходынские [люди отвезли и]х на Камень и к ясачному зимовью не бывали. И тот Лок живет по сторонным рекам, а к ясачному зимовью не бывал. А того Колупая те ходынцы убили. А в которую пору Лок и Колупай на Камень ходили, и без них родников их побил анаульской князец Микера всех до смерти. А с Ковымы реки итти морем на Онандир реку и есть Нос, вышел в море далеко, а не тот нос которой от Чухочьи реки лежит, до того Носу Михаило Стадухин не доходил, а против того Носу есть два острова, а на тех островах живут чухчи, а врезываны у них зубы {прорезываны губы}, кость рыбей зуб. А лежит тот Нос промеж сивер на полуношник. А с русскую старону Носа признака: вышла речка, становье тут у чухочь делано, что башня ис кости китовой. И Нос поворотит круто к Онандыре реке под лето, а доброво побегу от Носа до Анандиры реки трои сутки, а боле нет. А итти от берегу до реки недалет потому, что река Андыр пала в губу. А в прошлом в 162-м году ходил я, Семейка, возле моря в поход, и отгромил я, Семейка, у коряков якутцскую бабу Федота Алексеева, и та баба сказывала, что де Федот и служилой человек Ерасим померли цынгою, а иные таварищи побиты, и остались невеликие, сеи побежали в лотках с одною душою не знаю де куда. А что я, Семейка, государева ясаку взял соболей, и та соболиная казна на Онандыре реке. Служилого человека убитого Семейку Моры статки взял служилой человек Никита Семёнов. (л. 4) Служилой человек Вьевсейко Павлов, которой збежал из Ленскосково острогу, служил он, Евсейко, с Михаилом Стадухиным и от Михаила збежал же и служил со мною, Семеикою, и от того Евсейка промышленым людям обида великая, и промышленые люди в обидах на него, Евсейка, бьют челом, и он, Евсейко, под суд не даетца. И в прошлом в 161-м году, {в походе,} бил челом на него, Евсейка, промышленой человек Терешка Никитин в обиде, и стал, на суду говорить невожливо, о посох оперса, и я, Семейка, за то невежство хотел ево, Евсейка, ударить батогом, и он, Евсейко, и стану побежал и ясаулу Ветошке {Емельюнову}, и промышленым людям сказал за собою государево дело, а как пришел Юрье Селиверстов, и он, Евсевейко, перешел убегом к нему, Юрью, и от того Евсейка Павлова меж служилыми и промышлеными великая смута. (л. 2об.) 164-го году апреля в 11 де. подал отписку охочей служилой человек Данилко Филипов. |

До нашего времени сохранилось и третье описание Большого Каменного Носа:

А впереде того места есть Каменной Нос Болшей, вышел в море далеко, и людей на нем добре много. А против того Носу есть островы в море, а на островах людей добре много ж, а мы, сироты твои, которые были с Семёном Дежнёвым, тот Каменной Нос и островы знаем, и людей видели. А не тот Нос, что есть первой Святой Нос от Колымы реки, а Анадыря река от того, от того Болшего Носу и от островов далеко.— Челобитная служилых и промышленных людей из отряда Семёна Дежнёва: Федота Емельянова Ветошкина и Василия Ермолаева Бугра с товарищами, о заслугах С. Дежнёва в открытии новых земель, островов и «каменного носа», ложно приписываемых себе Михаилом Стадухиным